# Wulfard Rosendal
Wulfard Rosendal var tjänare hos den kungliga myntmästaren men sedan också en kapare under de oroliga åren på 1430-talet, då Erik av Pommern hade sin sista tid som kung av Sverige.
Wulfard Rosendal var son till en köpman med samma namn i Reval. Wulfard den äldre bodde senast från 1386 i Åbo där han på 1390-talet var borgmästare. Han flyttade före 1407 tillbaka till Reval och avled senast 1411 i Birgittaklostret där. En del av hans egendom kapades till sjöss men han fick inte varorna tillbaka då han visserligen hade hus i Reval men hans huvudsakliga verksamhet var i Åbo som var fiendemark för de mecklenburgska kaparna.
Den äldre Wulfards affärer fortsatte att bekymra också senare men då var det sonen, den yngre Wulfard Rosendal som ville få ut sitt arv. Omkring 1420 utfärdade Krister Nilsson (Vasa), hövitsman på Viborgs slott, ett skyddsbrev riktat till rådet i Reval, som gällde den yngre Wulfard och hans kommande resa till staden för att få ut sitt arv. Av brevet framgår att Wulfard hade sänts till Viborg av konungen själv, att han var en ung man och den kungliga myntmästarens tjänare.
På våren 1430 vände sig den unge Wulfard tillsammans med sina vänner till slotthövdingen i Åbo Klas Djäkn och bad om hjälp att få ut sitt fadersarv i Reval som han som minderårig utan förmyndare inte hade kunnat bevaka. Rådet i Reval svarade Klas att faderns arv hade gått åt till att betala faderns skulder i Reval. Sommaren 1432 vände sig Wulfard den yngre direkt till Revals råd och begärde att få ut sitt fädernearv och hotade med att annars tillsammans med sina vänner skaffa fram det på annat sätt. I maj 1433 kom Wulfard till Viborg och Krister Nilsson utfärdade på nytt ett lejdebrev för hans tilltänkta resa till Reval. Wulfard kallas även då konungens myntmästares tjänare. År 1435 såg sig kung Erik själv tvungen att söka medling med Reval. Staden hade klagat över att Wulfard, som stod i fiendskap på grund av sitt fadersarv, och Alf von Mollen, som vid Hogland hade förgripit sig på tyska och ryska skepp, kunde gömma sig i svenska hamnar. Rådet i Stockholm tog i oktober samma år starkt avstånd från de två fribytarna. Efter det saknas uppgifter om Wulfard medan Alf ännu verkade under några år.